# Miloje Vasić
Miloje Vasić (în sârbă Милоје Васић; n. 3 septembrie 1869, Požeženo⁠(d), Braničevo, Serbia – d. 4 noiembrie 1956, Belgrad, RFP Iugoslavia⁠(d)), a fost un arheolog sârb, considerat fondatorul științei arheologice în Serbia. A fost profesor la Universitatea din Belgrad și membru al Academiei Sârbe de Științe și Arte.

## Biografie
Miloje Vasić și-a efectuat studiile secundare la liceul din Veliko Gradište, urmând apoi cursurile de filologie clasică și istorie la Belgrad. Începând cu 1895, a predat la un liceu din capitală și a activat în calitate de asistent la Muzeul Național din Belgrad. Beneficiind de o bursă de studii, și-a aprofundat cunoștințele în arheologie la Berlin, iar în 1898 a studiat arheologia clasică la München cu Adolf Furtwängler. În 1899 și-a susținut teza de doctorat cu lucrarea Torța în religia și arta greacă, obținând titlul academic de doctor.
Din 1901 a predat arheologia la Școala Superioară din Belgrad, care în 1905 a devenit Universitatea din Belgrad, devenind totodată curator al Muzeului Național. A continuat să predea la Universitate sub diverse forme până în 1955.
În 1948 a devenit membru corespondent al Academiei Sârbe de Științe și Arte și membru titular în 1952.

## Lucrări
Miloje Vasić este cunoscut în primul rând pentru săpăturile arheologice pe care le-a efectuat în 1908 în localitatea Vinča, în apropiere de Belgrad, pe situl Belo Brdo. Alături de echipa sa, a descoperit vestigii aparținând epocii neolitice, descoperiri care au dus la identificarea unei culturi protoistorice dezvoltate de-a lungul Dunării între 6000 și 3000 î.Hr., denumită ulterior Cultura Vinča. Situl Belo Brdo este în prezent inclus pe lista siturilor arheologice de importanță excepțională ale Republicii Serbia.